# Kayan (Borneo)

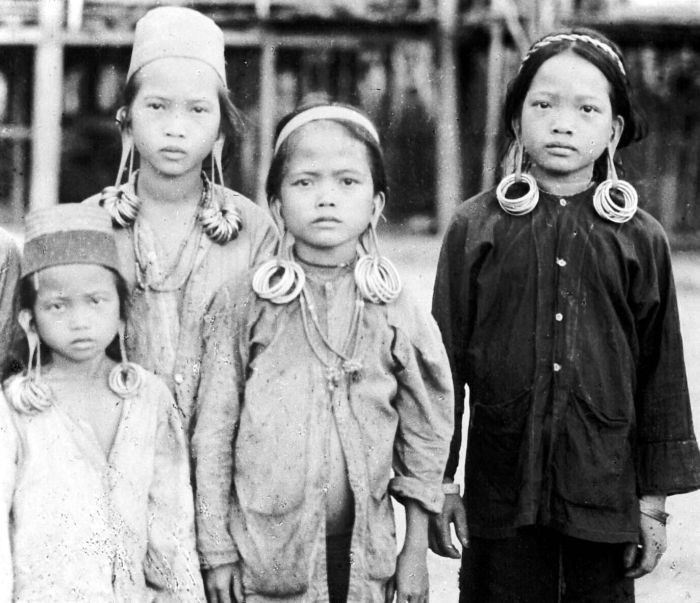
Kayan-Kinder in Festkleidung mit Ohrschmuck und verlängerten Ohrläppchen (um 1925)

Die Kayan sind ein Volk auf Borneo. Sie leben im Wesentlichen im Landesinneren der Insel im zu Malaysia gehörenden Bundesstaat Sarawak und dem zu Indonesien gehörenden Kalimantan. Sie werden zu den Dayak-Völkern gezählt. Die Kayan werden oft mit den Kenyah zu der ethnischen Bahau-Gruppe zusammengefasst. Traditionell leben sie in Langhäusern und bauen Trockenreis auf Ackerflächen an, die mittels Brandrodung aus Dschungel gewonnen werden.

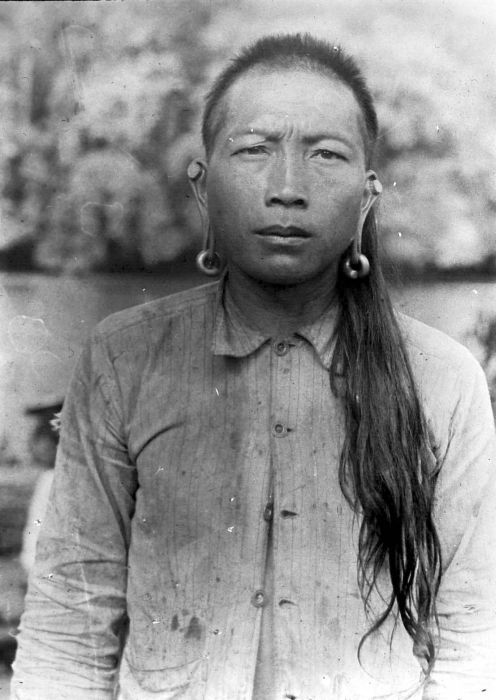
Kayan-Mann (um 1925)

Ihr Ursprung wird in der Region des Flusses Kayan in Ostkalimantan vermutet, aber sie siedeln auch an den mittleren Läufen des Mahakam und des Kapuas. In historischer Zeit sind sie auch in Sarawak eingewandert. Dort besiedeln sie die Flüsse Baram, dem Bintulu und Rajang. Da die Iban zur selben Zeit nach Norden expandierten kam es vornehmlich im Bereich des Rajang zu Konflikten, wobei die Kayan etwas zurückgedrängt wurden.
Laut der Encyclopædia Britannica wird ihre Anzahl auf etwa 27.000 Personen geschätzt. Sie werden in der Regel zu den Orang Ulu gezählt, was sich in etwa mit "Flussaufwärts lebende Menschen" wiedergeben lässt. Ähnlich anderen Dayak-Völkern waren die Kayan im 19. Jahrhundert vor allem für das Ausüben der Kopfjagd bekannt. Ebenso trugen sie wie benachbarte Völker Tätowierungen und verlängerte Ohrläppchen bei beiden Geschlechtern.
Ihre Sprache gehört zu der etwa 16 Sprachen umfassenden Gruppe der Kayan-Murik Sprachen und gehört damit zu den malayo-polynesische Sprachen, einem Sprachzweig der austronesischen Sprachfamilie.
Die Grundlagen ihrer Kultur ähneln im Wesentlichen dem anderer Dayak-Völker auf Borneo. Sie leben traditionellerweise in ihrer Variante des auf ganz Borneo verbreiteten Langhaus an einem Flussufer. Sie betreiben den Anbau von Trockenreis auf Feldern die durch Brandrodung gewonnen werden, was zu Wanderfeldbau führte. Außerdem kultivierten sie Sago und gingen Jagen und Fischen. Ihre Gesellschaft kannte Adlige. Zudem sind sie bekannt für ihre Holzschnitzarbeiten und Metallarbeiten.